# Glypta barri
Glypta barri är en stekelart som beskrevs av Dasch 1988. Glypta barri ingår i släktet Glypta och familjen brokparasitsteklar. Inga underarter finns listade i Catalogue of Life.